# Hoplopleura sicata
Hoplopleura sicata är en insektsart som beskrevs av Johnson 1964. Hoplopleura sicata ingår i släktet Hoplopleura och familjen gnagarlöss. Inga underarter finns listade i Catalogue of Life.